# Бук червонолистий (Жмеринський район)
Бук червоноли́стий — ботанічна пам'ятка природи місцевого значення в Україні. Об'єкт природно-заповідного фонду Вінницької області. 
Розташований у межах Жмеринського району Вінницької області, в селі Носківці, на території Носковецької ЗОШ І-ІІІ ст. 
Площа 0,01 га. Оголошений відповідно до рішення Вінницького облвиконкому від 29.08.1984 року № 371. Перебуває у віданні Носковецької ЗОШ І-ІІІ ст. 
Статус надано для збереження рідкісного в області екземпляру бука європейського червонолистої форми віком близько 180 років.